# After Hours (album, The Weeknd)
After Hours je čtvrté studiové album kanadského zpěváka The Weeknda, vydané 20. března 2020 vydavatelstvím XO a Republic Records. Na produkci alba se kromě The Weeknda podíleli také DaHeala, Illangelo, Max Martin, Metro Boomin či OPN, přičemž s většinou z nich zpěvák spolupracoval již v minulosti. Tématy alba jsou promiskuita, přílišná shovívavost a averze vůči sobě samému.

## Umělecká stránka
Oproti předchozímu albu Starboy (2016) zaznamenalo After Hours velkou žánrovou proměnu, kdy se u The Weeknda poprvé objevily prvky new wawe a dreampopu. Umělecké zpracování alba bylo popsáno jako psychedelické a bylo inspirováno několika filmy, jako Casino (1995), Strach a hnus v Las Vegas (1998), Joker či Drahokam (oba 2019), samotný jeho název byl pak převzat od stejnojmenného filmu Martina Scorseseho z roku 1985.
Pro album je příznačné vzezření The Weeknda, charakterizované červeným sakem s černou kravatou a typickým účesem, jež se objevuje ve všech propagačních materiálech, videoklipech, ukázkách i na živých představeních.

## Propagace

### After Hours Tour
Měsíc před vydáním alba, 20. února 2020, představil The Weeknd The After Hours Tour po Severní Americe a Evropě. Původní termín byl stanoven na druhou půlku roku 2020, konkrétně od 11. června do 12. listopadu. Později však bylo kvůli pandemii onemocnění covid-19 celé turné odloženo postupně na rok 2021 a následně rok 2022. V novém termínu by mělo začínat 14. ledna a končit 16. listopadu 2022, přičemž 5. listopadu je naplánovaný koncert v O2 aréně v Praze.

### Super Bowl LV halftime show
Dne 12. listopadu oznámil The Weeknd svoje představení na Super Bowl LV halftime show. Zpěvák na celou show, která se odehrála 7. února 2021 na Raymond James Stadium v Tampě na Floridě a trvala zhruba 12-13 minut, přispěl částkou 7 milionů dolarů. Producenty byli Dave Meyers a Roc Nation, režírováním byl pověřen Hamish Hamilton. Oproti minulým rokům bylo uvnitř stadionu postaveno jeviště, kde proběhla většina představení, a to kvůli bezpečnosti pracovníků a hráčů na hřišti.

## Seznam skladeb
| Číslo | Titul                       | Autoři                                                                            | Producenti                                                 | Délka |
| ----- | --------------------------- | --------------------------------------------------------------------------------- | ---------------------------------------------------------- | ----- |
| 1     | Alone Again                 | Abel Tesfaye, Jason Quenneville, Carlo Montagnese, Adam Feeney                    | Illangelo, The Weeknd, DaHeala, Frank Dukes                | 4:10  |
| 2     | Too Late                    | Tesfaye, Quenneville, Montagnese, Eric Burton Frederic                            | Illangelo, Ricky Reed, The Weeknd, DaHeala, Nate Mercereau | 3:59  |
| 3     | Hardest to Love             | Tesfaye, Max Martin, Oscar Holter                                                 | Martin, Holter, The Weeknd                                 | 3:31  |
| 4     | Scared to Live              | Tesfaye, Ahmad Balshe, Martin, Holter, Daniel Lopatin, Elton John, Bernard Taupin | Martin, Holter, The Weeknd                                 | 3:11  |
| 5     | Snowchild                   | Tesfaye, Quenneville, Balshe, Montagnese                                          | Illangelo, The Weeknd, DaHeala                             | 4:07  |
| 6     | Escape from LA              | Tesfaye, Montagnese, Leland Tyler Wayne, Mick McTaggart                           | Metro Boomin, The Weeknd, Illangelo                        | 5:55  |
| 7     | Heartless                   | Tesfaye, Wayne, Montagnese, Andre Proctor                                         | Metro Boomin, The Weeknd, Illangelo, Dre Moon              | 3:21  |
| 8     | Faith                       | Tesfaye, Balshe, Montagnese, Wayne                                                | Metro Boomin, The Weeknd, Illangelo                        | 4:43  |
| 9     | Blinding Lights             | Tesfaye, Balshe, Quenneville, Martin, Holter                                      | Martin, Holter, The Weeknd                                 | 3:21  |
| 10    | In Your Eyes                | Tesfaye, Balshe, Martin, Holter                                                   | Martin, Holter, The Weeknd                                 | 3:57  |
| 11    | Save Your Tears             | Tesfaye, Balshe, Quenneville, Martin, Holter                                      | Martin, Holter, The Weeknd                                 | 3:35  |
| 12    | Repeat After Me (Interlude) | Tesfaye, Kevin Parker, Lopatin                                                    | Parker, OPN                                                | 3:15  |
| 13    | After Hours                 | Tesfaye, Quenneville, Balshe, Montagnese, Mario Winans                            | Illangelo, The Weeknd, DaHeala, Winans                     | 6:01  |
| 14    | Until I Bleed Out           | Tesfaye, Wayne, Lopatin, Mejdi Rhars, Notinbed                                    | Metro Boomin, OPN, Prince 85, The Weeknd, Notinbed         | 3:12  |